# Clavatula taxea
Clavatula taxea là một loài ốc biển, là động vật thân mềm chân bụng sống ở biển thuộc họ Clavatulidae.